# Sotiris Leontiou
Sotiris Leontiou (Ioánina, Grecia, 14 de julio de 1984) es un futbolista griego. Juega de centrocampista y su equipo actual es el Real Santander de la Torneo Águila de Colombia.

## Biografía
Sotiris Leontiou empezó su carrera futbolística en las categorías inferiores del Panathinaikos. En 2002 se marcha en calidad de cedido al Marko FC para debutar como profesional. En 2004 su club lo vuelve a ceder, esta vez al Proodeftiki FC.
Al año siguiente regresa al Panathinaikos, en el 2016 llega como refuerzo al Real Santander, siendo el primer europeo en llegar al equipo, además de ser uno de los pocos del Viejo Continente en jugar en Colombia.

## Selección nacional
Ha sido internacional con la Selección de fútbol de Grecia Sub-21.

## Clubes
| Club                 | País     | Año        |
| -------------------- | -------- | ---------- |
| Marko FC             | Grecia   | 2002-2004  |
| Proodeftiki FC       | Grecia   | 2004-2005  |
| P.A.E. Panathinaikos | Grecia   | 2005-2009  |
| AO Kavala            | Grecia   | 2009-2010  |
| Ilioupoli FC         | Grecia   | 2010-2011  |
| Panserraikos FC      | Grecia   | 2011- 2015 |
| Real Santander       | Colombia | 2016-      |